# داويت فيكادو
داويت فيكادو (29 أبريل 1986 بإثيوبيا - ) هو لاعب كرة قدم إثيوبي في مركز الهجوم. لعب مع نادي ديديبيت.

## روابط خارجية
- داويت فيكادو على موقع قاعدة بيانات كرة القدم.إي يو (الإنجليزية)
- داويت فيكادو على موقع ناشيونال فوتبول تيمز (الإنجليزية)
- داويت فيكادو على موقع Soccerway.com (الإنجليزية)